# Mustalampi (sjö i Karstula, Mellersta Finland)
Mustalampi är en sjö i kommunen Karstula i landskapet Mellersta Finland i Finland. Sjön ligger 147 meter över havet. Den är 9,5 meter djup. Arean är 62 hektar och strandlinjen är 4,54 kilometer lång. Sjön  ingår i Kymmene älvs huvudavrinningsområde.   Den ligger omkring 84 kilometer nordväst om Jyväskylä och omkring 300 kilometer norr om Helsingfors. 
Nordväst om Mustalampi ligger kommunhuvudorten Karstula. Mustalampi ligger söder om Päällinjärvi. 